# بندیکت راجرز
بندیکت راجرز (انگلیسی: Benedict Rogers ; ۱۴ ژوئن ۱۹۷۴ –) فعال حقوق بشر و روزنامه‌نگار اهل بریتانیا و مستقر در لندن است. فعالیت بشردوستانه او روی آسیا متمرکز است، به ویژه برمه، کره شمالی و اندونزی، مالدیو، تیمور شرقی، پاکستان و هنگ کنگ را تحت پوشش خود قرار می‌دهد. او به‌طور منظم در وال استریت ژورنال (نیویورک تایمز)، هاف‌پست، بی‌بی‌سی، سی‌ان‌ان و اسکای یوکی (الجزیره (شبکه خبری)) و سایر ایستگاه‌های تلویزیونی و رادیویی مشارکت دارد.
او بنیانگذار و نایب رئیس کمیسیون حقوق بشر حزب محافظه کار (بریتانیا) و بنیانگذار ائتلاف بین‌المللی برای جلوگیری از جنایت علیه بشریت در کره شمالی است. او همچنین رهبر تیم شرق آسیا در همبستگی مسیحی در سراسر جهان و بنیانگذار دیده‌بان هنگ کنگ است. او همچنین عضو گروه مشورتی اتحاد بین پارلمانی چین (IPAC) و مشاور کنگره جهانی اویغور است. در ۳۱ ژوئیه ۲۰۲۰ اعلام گردید که راجرز به عنوان مدیر ارشد اجرایی هنگ کنگ در اواخر سپتامبر همان سال منصوب شد. او سه کتاب تألیف کرده است که روی میانمار متمرکز است و دو کتاب دیگر را در مورد تعهدات حقوق بشر مسیحی تألیف نموده است.

## زندگی‌نامه و تحصیلات
راجرز در لندن متولد شد و در ۱۹۹۲با لیسانس هنر در تاریخ و سیاست مدرن از کالج رویال هالووی، دانشگاه لندن و کارشناسی ارشد در مطالعات چین در ۱۹۹۷از دانشکده مطالعات شرقی و آفریقایی (SOAS) که اجزای تشکیل دهنده دانشگاه لندن هستند فارغ‌التحصیل شد.

## فعالیت حرفه‌ای
راجرز رهبر تیم شرق آسیا در سازمان بین‌المللی حقوق بشر است که در همبستگی با مسیحیان سراسر جهان (CSW) می‌باشد و به بقیه مناطق این سازمان نظارت دارد. در ۲۰۱۰ وی پنج روز را در پیونگ یانگ، کره شمالی با لرد آلتون از لیورپول و بارونس کاکس از کوئینزبری که هر دو از اعضای مجلس لردها می‌باشند گذراند. آنها با مقامات کره شمالی دیدار کردند و نگرانی‌های خود را در مورد نقض حقوق بشر در این کشور ابراز نمودند. آنها مقامات را تشویق کردند تا مارزوکی داروسمن را که در آن زمان گزارشگر ویژه سازمان ملل در امور حقوق بشر در جمهوری دموکراتیک خلق کره بود، به این کشور دعوت کنند تا اردوگاه‌ها و زندان‌های کره شمالی را برای ناظران بین‌المللی از جمله کمیته بین‌المللی صلیب سرخ (ICRC) برای تعلیق اعدام‌ها بگشاید. وی در ۲۰۱۱ بنیانگذار تأسیس ائتلاف بین‌المللی برای جلوگیری از جنایت علیه بشریت در کره شمالی (ICNK) بود. او همچنین به تیمور شرقی و چین سفر کرده و در آنجا زندگی کرده است، وی قبلاً در پاکستان و سریلانکا فعالیت داشته است. راجرز به‌طور مرتب وزرا و مقامات ارشد دولت، نمایندگان پارلمان بریتانیا، اتحادیه اروپا، مقامات سازمان ملل متحد، دفاتر کنگره آمریکا و وزارت امور خارجه را در مورد حقوق بشر و آزادی دین در آسیا بریف می‌کند. او همچنین در جلسات مجلس عوام، پارلمان اروپا، مجلس ملی ژاپن و کنگره ایالات متحده شهادت داده است. وی همچنین چندین سفر تحقیقی بشردوستانه برای نمایندگان پارلمان بریتانیا و اروپا در مرزهای برمه ترتیب داده است. او به‌طور مداوم در رسانه‌های بین‌المللی از جمله وال‌استریت ژورنال، اینترنشنال هرالد تریبیون و هافینگتون پست همکاری می‌کند. راجرز بین ۲۰۰۰ تا ۲۰۰۲ برای روزنامه هنگ کنگی استاندارد هنگ کنگ مقاله می‌نوشت.